# Lady Hamilton en sibylle
Lady Hamilton en sibylle est un tableau réalisé par la peintre française Élisabeth Vigée Le Brun  en 1791-1792 à Naples, en Italie. Cette huile sur toile est le portrait d'Emma Hamilton en sibylle de Cumes. La jeune femme y figure assise en train de retranscrire une prophétie sur un parchemin, les yeux levés vers le haut à la recherche d'une inspiration. Vendue aux enchères chez Christie's en juillet 2019, l'œuvre est conservée dans une collection privée, tout comme une étude où le sujet apparaît en buste.

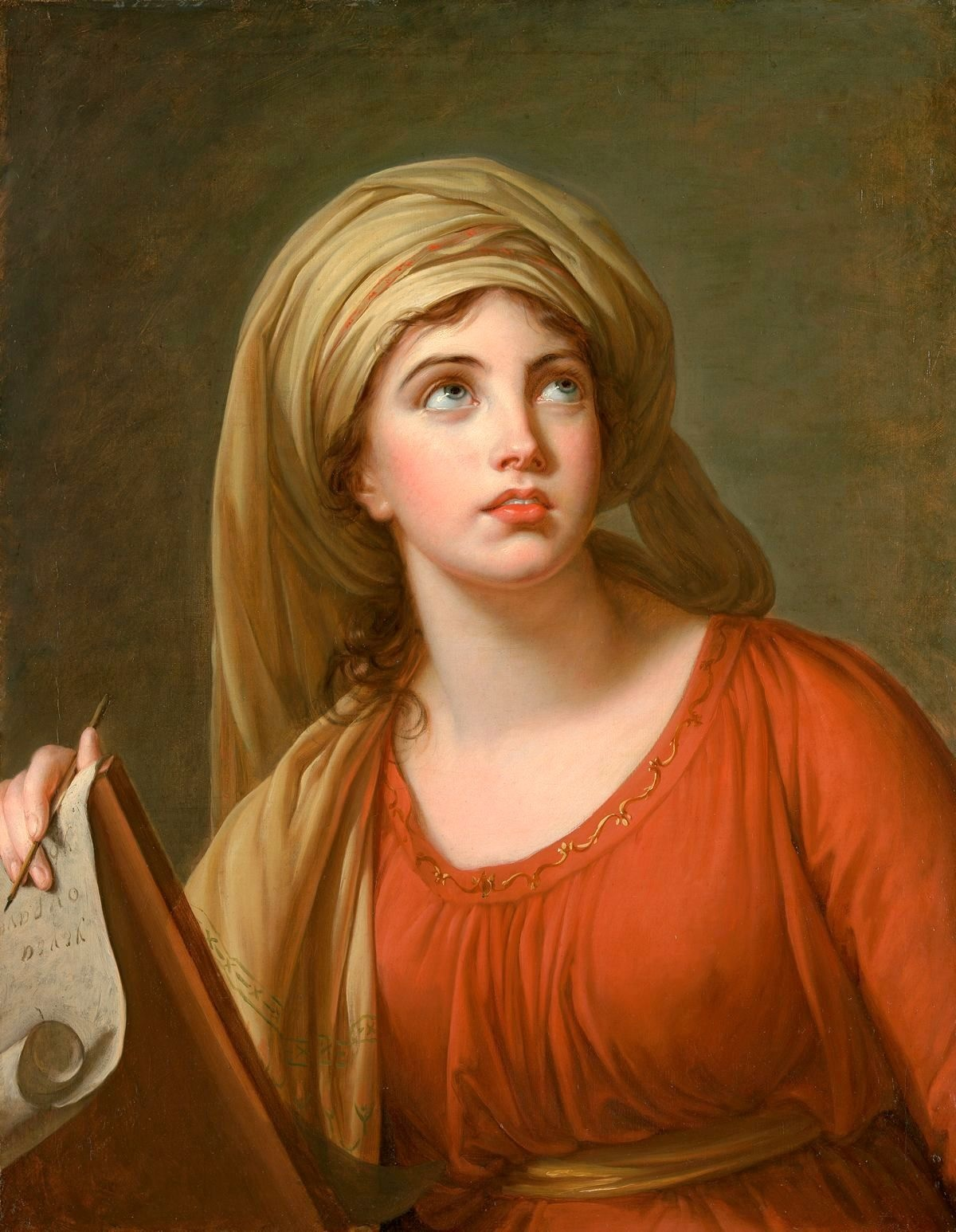
Étude de Lady Hamilton en sibylle – Collection privée